# 그날이 오면 (1959년 영화)
《그날이 오면》(On The Beach)은 미국에서 제작된 스탠리 크레이머 감독의 1959년 드라마, SF 영화이다. 그레고리 펙 등이 주연으로 출연하였고 스탠리 크레이머 등이 제작에 참여하였다.

## 출연

### 주연
- 그레고리 펙
- 에바 가드너
- 프레드 아스테어
- 안소니 퍼킨스

## 기타
- 미술: 루돌프 스터나드
- 미술: 페르난도 카레르

## 같이 보기
- 생존 영화